# Royal Bank of Scotland
Pour les articles homonymes, voir RBS.
Ne doit pas être confondu avec Bank of Scotland.
Royal Bank of Scotland (en gaélique écossais : Banca Rìoghail na h-Alba), en français Banque royale d'Écosse, est l’une des plus vieilles banques britanniques, ayant été fondée à Édimbourg en 1727 par une charte royale. En 2008, c'est la plus grande banque d'Écosse, la seconde du Royaume-Uni et d’Europe, ainsi que la cinquième dans le monde en matière de capitalisation boursière. En 2020, le groupe – qui portait alors son nom – est devenu NatWest Group, qui est le nom d'une des filiales de celui-ci. Elle ne doit pas être confondue avec la Banque d'Écosse.

Logotype de NatWest Group

Le siège du groupe se situe à St Andrew's Square (Place de Saint-André) à Édimbourg. La banque possède des agences et des bureaux en Europe, en Amérique et en Asie. Le groupe est coté sur l’indice FTSE 100 de la bourse de Londres. En 2005, son PDG est Fred A. Goodwin.
La crise financière de 2008 a entraîné une chute du cours de l'action en bourse de 88,40 % en raison des actifs toxiques que la Royal Bank of Scotland détenait relatifs aux credit default swaps. Depuis 2009, la banque entreprend d’assainir ses positions en liquidant une grande partie de ses actifs à l'étranger.

## Histoire

### Histoire ancienne
Ses origines remontent à 1727, où elle est à Édimbourg par charte royale. En 1783, la banque crée une première succursale à Glasgow, et en 1874, sa première succursale à Londres.
En 1920, la banque acquiert diverses petites banques anglaises pour former Williams Deacons Bank puis Williams and Glyn’s Bank après la reprise de Glyn Mills & Co.

### Deuxième moitié duXXesiècle
En 1972, Williams and Glyn’s Bank fusionne avec la National Commercial Bank of Scotland. En 1980, Williams and Glyn’s Bank tente une OPA hostile sur Hong Kong and Shanghai Banking Corporation, qui échoue. En 1985, elle crée la branche assurance Direct Line. La même année, Williams and Glyn’s Bank prend le nom de Royal Bank of Scotland. En 1988, RBS acquiert la banque américaine Citizens Financial Group of Rhode Island. En 1997, RBS se lance dans le développement d'une banque en ligne.
En 2000, RBS acquiert National Westminster Bank après une bataille boursière avec Bank of Scotland.
En octobre 2007, RBS, avec Fortis et Santander, acquiert la banque néerlandaise ABN AMRO.

### Difficulté lors de la crise économique de 2008

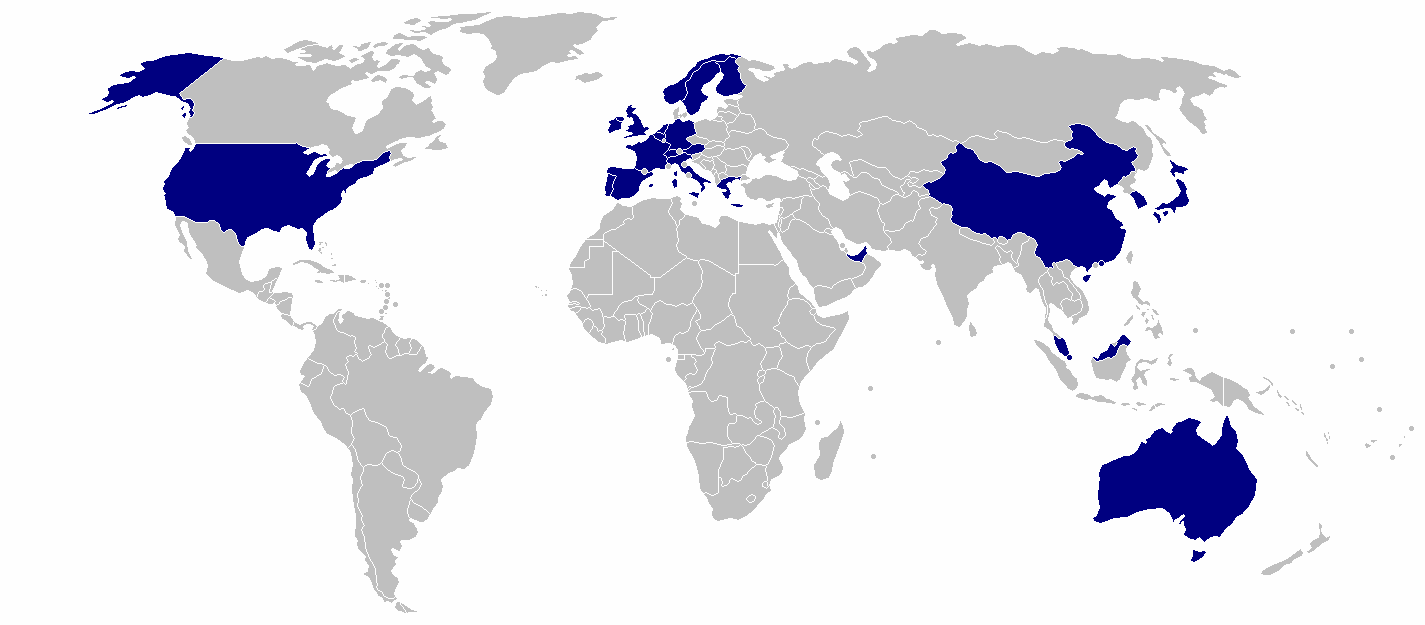
Carte des activités de RBS en 2008.

Fin novembre 2008, la banque est en faillite. Le gouvernement britannique devient l'actionnaire majoritaire de RBS, à hauteur de 57,9 %, en acquérant pour 15 milliards d'euros d'actions ordinaires et pour 5 milliards d'euros d'actions préférentielles. C'est l'effondrement le plus important qu'ait connu une entreprise britannique.
En janvier 2009, RBS annonce des pertes pour l'année financière s'élevant à près de 31 milliards d'euros, conséquences de la radiation d'actifs détenus par ABN AMRO, qu'elle avait acquise en octobre 2007. En février 2009, RBS publie ses états financiers : la perte est de 27 milliards d'euros. En octobre 2008, quelques mois avant l'annonce des résultats désastreux de RBS, son P-DG, Fred Goodwin, avait quitté son poste en recevant une prime de départ de 700 000 livres par an.
En avril 2009, RBS annonce la suppression, sur deux ans, de 9 000 emplois.
En décembre 2011, l’État britannique possède 84 % des actifs de la Royal Bank of Scotland. La Financial Services Authority (FSA) publie un rapport sur la faillite de la banque. La principale responsabilité est attribuée à son directeur Fred Goodwin et son équipe, qui ont acheté la banque ABN AMRO en octobre 2007 à un prix élevé alors qu'une crise bancaire commençait à se produire. La FSA se reproche également son propre laxisme lorsqu'elle a autorisé ce rachat que la Royal Bank of Scotland avait des difficultés à financer. Elle critique aussi le Premier ministre d'alors, Gordon Brown, pour avoir mis en place une régulation financière trop faible.
En 2012, SMFG acquiert l'activité de location d'avions de Royal Bank of Scotland, qui possède 246 avions, pour 7,3 milliards de dollars,.
Fin octobre 2013, la banque toujours confrontée à des actifs "toxiques" d'un montant de 45 milliards d'euros annonce sa volonté de créer une structure de défaisance interne pour pouvoir les céder et permettre une future privatisation.
En septembre 2014, RBS annonce l'introduction en bourse de sa filiale Citizens Financial Group durant le mois de septembre, en vendant jusqu'à 29 % de celle-ci, une opération qui pourrait lui rapporter environ 4 milliards de dollars
En février 2015, Mizuho acquiert un ensemble de prêts gérés par RBS pour 3 milliards de dollars.
En mars 2015, RBS vend une participation de 24 % dans sa filiale américaine Citizens Financial Group pour 3,3 milliards de dollars. En mars 2015, Union bancaire privée annonce l'acquisition de Coutts International, la branche de la banque privée de la Royal Bank of Scotland pour un montant inconnu. En août 2015, le gouvernement britannique annonce le commencement de la privatisation de RBS, qu'il contrôle avant cette opération à 78,3 %, avec la vente d'une participation de 5,4 % pour 2,1 milliards de livres,.
En septembre 2016, RBS annonce un changement de sa structure et de ses marques, notamment une séparation nette entre les activités de banques de détails et celles plus à risque.
En décembre 2017, RBS annonce la fermeture de sa bad-bank, ainsi que la suppression de 259 agences au Royaume-Uni et de 680 postes, soit près d'un quart de ses 744 agences au Royaume-Uni. Elle avait déjà annoncé, en 2017, la suppression de 160 agences au Royaume-Uni, et avoir fermée 190 agences les deux années précédents, notamment de par l'utilisation mobile de ses clients. En mai 2018, RBS annonce la fermeture de 162 agences sur les 300 liées au réseau Williams & Glyn, qu'elle devait initialement vendre. Dans le même temps, RBS supprime 790 emplois liés à ces fermetures. Après ces fermetures, qui doivent être faites en 2018, RBS détiendra 859 agences.
En juin 2018, l'État britannique annonce la vente d'une participation de 7,7 % dans RBS pour 2,6 milliards de livres, n'ayant alors qu'une participation de 62 %. Par cette vente, l'État britannique obtient une moins value importante, par rapport au sauvetage de RBS qu'il avait effectué pour 45 milliards de livres.
En août 2018, RBS annonce le paiement d'une amende de 5 milliards de dollars pour son rôle lors de la crise des subprimes.
En février 2020, RBS annonce le renommage du groupe entier en NatWest Group, sa principale marque. Le renommage est réalisé en juillet 2020.
En mars 2021, National Westminster Bank annonce racheter une participation de 5 % de National Westminster Bank que l'État britannique possède, pour 1,1 milliard de livres. Une grande partie de ses actions rachetées sera annulée, le reste étant gardé en auto-contrôle. À la suite de cette action, la participation de l'État britannique passe de 61,7 % à 59,8 %,.
En juin 2021, NatWest annonce vendre ses activités de crédits en Irlande à Allied Irish Banks.
Le coût pour le contribuable britannique est plus de 60 milliards d'euros entre le sauvetage principale et les amendes à payer après 2008 pour les actions de fraudes, manipulation et autres avant cette date.
L'etat britannique avait acheter les titres pour la nationalisation à 5£/action , depuis elle a revendu environ 20-25% sur les 84% qu elle possédait, entre 2£ et 2,5£.
"Profit privatisé et pertes mutualisé"

## Principaux actionnaires
Au 4 décembre 2019 :
| HM Treasury                           | 62,1% |
| Harris Associates                     | 2,11% |
| Norges Bank Investment Management     | 1,84% |
| Artisan Partners                      | 1,80% |
| Schroder Investment Management        | 1,80% |
| Invesco Asset Management              | 1,46% |
| The Vanguard Group                    | 1,02% |
| Legal & General Investment Management | 0,90% |
| BlackRock Fund Advisors               | 0,90% |
| M&G Investment Management             | 0,71% |

## Données financières
| Année                | 2016    | 2017   | 2018    | 2019 est |
| -------------------- | ------- | ------ | ------- | -------- |
| Produit net bancaire | 12 372  | 12 862 | 13 310  | 12 421   |
| Résultat net         | - 6 955 | + 752  | + 1 622 | + 2 593  |

## Critique et scandale

### Scandale de la manipulation du Libor
Le 6 février 2013, RBS est condamnée à payer une amende de 612 millions de dollars pour mettre fin aux poursuites dans le scandale de manipulation du taux du Libor.
RBS est la troisième banque condamnée à ce sujet, après Barclays et UBS. 21 employés de RBS sont impliquées, et au moins 219 tentatives de manipulation du Libor en yens et d'autres taux ont été constatées entre 2006 et 2010. Selon le régulateur FSA, "la fraude était généralisée", et selon un courriel d'un des traders de RBS, "C'est incroyable à quel point manipuler le Libor peut faire gagner de l'argent".
En novembre 2014, après une enquête de la Financial Conduct Authority (Royaume-Uni), de la Finma (Suisse), de la Commodity Futures Trading Commission (États-Unis) et de l'Office of the Comptroller of the Currency (États-Unis), Bank of America, Citigroup, HSBC, JP Morgan Chase, Royal Bank of Scotland et UBS paient une amende de 4,2 milliards de dollars dans le cadre d'ententes pour manipuler le cours du Libor, un indice de taux de change.

## Activité publicitaire
RBS sponsorise le tournoi des Six Nations de rugby de 2003 à 2017, qui est alors appelé le RBS Six nations.